# Хабазит
Хабазитът е силикатен минерал от групата на зеолитите, с формула (Ca,Na2,K2)Al2Si4O12·6H2O. Крехък е. Има много цветове: бял, оранжев, червен, розов, понякога дори зелен.
Хабазит е открит в Индия, Исландия, Фарьорски острови, Бохемия, Италия, Германия, заливът Фанди в Нова Скотия, Орегон, Аризона, и Ню Джързи.